# Liévin van Brecht
Pour les articles homonymes, voir van Brecht.
Liévin van Brecht, en latin Livinus Brechtus ou Livinus Brechtanus, est un moine, dramaturge et poète néo-latin, né à Anvers en 1515 et mort à Malines le 19 septembre 1558.

## Biographie
Après avoir fait ses humanités à université de Louvain au Collège du Faucon, il entre dans l’Ordre des Frères mineurs, prononce ses vœux au couvent des Récollets de cette ville et meurt gardien du couvent de son ordre à Malines.
Il s'est consacré particulièrement à l’éloquence de la chaire et adonné aussi, de bonne heure, à la poésie latine. Il acquiert une certaine réputation avec une tragédie en vers Euripus tragœdia christiana, qui a connu deux éditions à Louvain, en 1549 et 1556 ; il la fait représenter au Collège du Faucon et la dédie à Georges d'Autriche, évêque de Liège,.
Il a également publié Sylva piorum carminum, à Louvain en 1555, in-8°, 361 pp., et édité quelques ouvrages religieux qu’il enrichit de ses vers.

## Œuvres
- Euripus, tragoedia christiana nova, Louvain, Martinus Rotarius et Petrus Phalesius, 1549 (réédition en 1550 et 1558 (lire en ligne).
- Sylva piorum carminum, Louvain, Jan Waen, 1555, 363 p. (lire en ligne).